# Géza Maróczy
Géza Maróczy (Seghedino, 3 marzo 1870 – Budapest, 29 maggio 1951) è stato uno scacchista ungherese.

## Gli inizi e lo stile
Nel 1895 vinse il torneo minore di Hastings. In seguito partecipò a molti tornei internazionali con ottimi risultati. 
Nel torneo di Londra 1899 fu = 2º-4º dietro al vincitore Emanuel Lasker, nello stesso anno vinse a Vienna. Nel 1900 fu = 1º nel torneo di Monaco di Baviera con Pillsbury e Schlechter, e a Parigi nello stesso anno fu = 3º con Marshall. Seguì una serie di altri successi fino al 1908.
Nel 1904 introdusse, nella partita contro Rudolf Swideriski, giocata nel torneo di Monte Carlo, una nuova linea di gioco, oggi nota come variante Maróczy, caratterizzata dalla spinta c2-c4 del Bianco contro la variante del Dragone della Difesa siciliana.
|   | a | b | c | d | e | f | g | h |   |
| 8 | a8 torre del nero · c8 alfiere del nero · d8 donna del nero · e8 re del nero · f8 alfiere del nero · g8 cavallo del nero · h8 torre del nero · a7 pedone del nero · b7 pedone del nero · d7 pedone del nero · e7 pedone del nero · f7 pedone del nero · h7 pedone del nero · c6 cavallo del nero · g6 pedone del nero · c4 pedone del bianco · d4 cavallo del bianco · e4 pedone del bianco · a2 pedone del bianco · b2 pedone del bianco · f2 pedone del bianco · g2 pedone del bianco · h2 pedone del bianco · a1 torre del bianco · b1 cavallo del bianco · c1 alfiere del bianco · d1 donna del bianco · e1 re del bianco · f1 alfiere del bianco · h1 torre del bianco | a8 torre del nero · c8 alfiere del nero · d8 donna del nero · e8 re del nero · f8 alfiere del nero · g8 cavallo del nero · h8 torre del nero · a7 pedone del nero · b7 pedone del nero · d7 pedone del nero · e7 pedone del nero · f7 pedone del nero · h7 pedone del nero · c6 cavallo del nero · g6 pedone del nero · c4 pedone del bianco · d4 cavallo del bianco · e4 pedone del bianco · a2 pedone del bianco · b2 pedone del bianco · f2 pedone del bianco · g2 pedone del bianco · h2 pedone del bianco · a1 torre del bianco · b1 cavallo del bianco · c1 alfiere del bianco · d1 donna del bianco · e1 re del bianco · f1 alfiere del bianco · h1 torre del bianco | a8 torre del nero · c8 alfiere del nero · d8 donna del nero · e8 re del nero · f8 alfiere del nero · g8 cavallo del nero · h8 torre del nero · a7 pedone del nero · b7 pedone del nero · d7 pedone del nero · e7 pedone del nero · f7 pedone del nero · h7 pedone del nero · c6 cavallo del nero · g6 pedone del nero · c4 pedone del bianco · d4 cavallo del bianco · e4 pedone del bianco · a2 pedone del bianco · b2 pedone del bianco · f2 pedone del bianco · g2 pedone del bianco · h2 pedone del bianco · a1 torre del bianco · b1 cavallo del bianco · c1 alfiere del bianco · d1 donna del bianco · e1 re del bianco · f1 alfiere del bianco · h1 torre del bianco | a8 torre del nero · c8 alfiere del nero · d8 donna del nero · e8 re del nero · f8 alfiere del nero · g8 cavallo del nero · h8 torre del nero · a7 pedone del nero · b7 pedone del nero · d7 pedone del nero · e7 pedone del nero · f7 pedone del nero · h7 pedone del nero · c6 cavallo del nero · g6 pedone del nero · c4 pedone del bianco · d4 cavallo del bianco · e4 pedone del bianco · a2 pedone del bianco · b2 pedone del bianco · f2 pedone del bianco · g2 pedone del bianco · h2 pedone del bianco · a1 torre del bianco · b1 cavallo del bianco · c1 alfiere del bianco · d1 donna del bianco · e1 re del bianco · f1 alfiere del bianco · h1 torre del bianco | a8 torre del nero · c8 alfiere del nero · d8 donna del nero · e8 re del nero · f8 alfiere del nero · g8 cavallo del nero · h8 torre del nero · a7 pedone del nero · b7 pedone del nero · d7 pedone del nero · e7 pedone del nero · f7 pedone del nero · h7 pedone del nero · c6 cavallo del nero · g6 pedone del nero · c4 pedone del bianco · d4 cavallo del bianco · e4 pedone del bianco · a2 pedone del bianco · b2 pedone del bianco · f2 pedone del bianco · g2 pedone del bianco · h2 pedone del bianco · a1 torre del bianco · b1 cavallo del bianco · c1 alfiere del bianco · d1 donna del bianco · e1 re del bianco · f1 alfiere del bianco · h1 torre del bianco | a8 torre del nero · c8 alfiere del nero · d8 donna del nero · e8 re del nero · f8 alfiere del nero · g8 cavallo del nero · h8 torre del nero · a7 pedone del nero · b7 pedone del nero · d7 pedone del nero · e7 pedone del nero · f7 pedone del nero · h7 pedone del nero · c6 cavallo del nero · g6 pedone del nero · c4 pedone del bianco · d4 cavallo del bianco · e4 pedone del bianco · a2 pedone del bianco · b2 pedone del bianco · f2 pedone del bianco · g2 pedone del bianco · h2 pedone del bianco · a1 torre del bianco · b1 cavallo del bianco · c1 alfiere del bianco · d1 donna del bianco · e1 re del bianco · f1 alfiere del bianco · h1 torre del bianco | a8 torre del nero · c8 alfiere del nero · d8 donna del nero · e8 re del nero · f8 alfiere del nero · g8 cavallo del nero · h8 torre del nero · a7 pedone del nero · b7 pedone del nero · d7 pedone del nero · e7 pedone del nero · f7 pedone del nero · h7 pedone del nero · c6 cavallo del nero · g6 pedone del nero · c4 pedone del bianco · d4 cavallo del bianco · e4 pedone del bianco · a2 pedone del bianco · b2 pedone del bianco · f2 pedone del bianco · g2 pedone del bianco · h2 pedone del bianco · a1 torre del bianco · b1 cavallo del bianco · c1 alfiere del bianco · d1 donna del bianco · e1 re del bianco · f1 alfiere del bianco · h1 torre del bianco | a8 torre del nero · c8 alfiere del nero · d8 donna del nero · e8 re del nero · f8 alfiere del nero · g8 cavallo del nero · h8 torre del nero · a7 pedone del nero · b7 pedone del nero · d7 pedone del nero · e7 pedone del nero · f7 pedone del nero · h7 pedone del nero · c6 cavallo del nero · g6 pedone del nero · c4 pedone del bianco · d4 cavallo del bianco · e4 pedone del bianco · a2 pedone del bianco · b2 pedone del bianco · f2 pedone del bianco · g2 pedone del bianco · h2 pedone del bianco · a1 torre del bianco · b1 cavallo del bianco · c1 alfiere del bianco · d1 donna del bianco · e1 re del bianco · f1 alfiere del bianco · h1 torre del bianco | 8 |
| 7 | a8 torre del nero · c8 alfiere del nero · d8 donna del nero · e8 re del nero · f8 alfiere del nero · g8 cavallo del nero · h8 torre del nero · a7 pedone del nero · b7 pedone del nero · d7 pedone del nero · e7 pedone del nero · f7 pedone del nero · h7 pedone del nero · c6 cavallo del nero · g6 pedone del nero · c4 pedone del bianco · d4 cavallo del bianco · e4 pedone del bianco · a2 pedone del bianco · b2 pedone del bianco · f2 pedone del bianco · g2 pedone del bianco · h2 pedone del bianco · a1 torre del bianco · b1 cavallo del bianco · c1 alfiere del bianco · d1 donna del bianco · e1 re del bianco · f1 alfiere del bianco · h1 torre del bianco | a8 torre del nero · c8 alfiere del nero · d8 donna del nero · e8 re del nero · f8 alfiere del nero · g8 cavallo del nero · h8 torre del nero · a7 pedone del nero · b7 pedone del nero · d7 pedone del nero · e7 pedone del nero · f7 pedone del nero · h7 pedone del nero · c6 cavallo del nero · g6 pedone del nero · c4 pedone del bianco · d4 cavallo del bianco · e4 pedone del bianco · a2 pedone del bianco · b2 pedone del bianco · f2 pedone del bianco · g2 pedone del bianco · h2 pedone del bianco · a1 torre del bianco · b1 cavallo del bianco · c1 alfiere del bianco · d1 donna del bianco · e1 re del bianco · f1 alfiere del bianco · h1 torre del bianco | a8 torre del nero · c8 alfiere del nero · d8 donna del nero · e8 re del nero · f8 alfiere del nero · g8 cavallo del nero · h8 torre del nero · a7 pedone del nero · b7 pedone del nero · d7 pedone del nero · e7 pedone del nero · f7 pedone del nero · h7 pedone del nero · c6 cavallo del nero · g6 pedone del nero · c4 pedone del bianco · d4 cavallo del bianco · e4 pedone del bianco · a2 pedone del bianco · b2 pedone del bianco · f2 pedone del bianco · g2 pedone del bianco · h2 pedone del bianco · a1 torre del bianco · b1 cavallo del bianco · c1 alfiere del bianco · d1 donna del bianco · e1 re del bianco · f1 alfiere del bianco · h1 torre del bianco | a8 torre del nero · c8 alfiere del nero · d8 donna del nero · e8 re del nero · f8 alfiere del nero · g8 cavallo del nero · h8 torre del nero · a7 pedone del nero · b7 pedone del nero · d7 pedone del nero · e7 pedone del nero · f7 pedone del nero · h7 pedone del nero · c6 cavallo del nero · g6 pedone del nero · c4 pedone del bianco · d4 cavallo del bianco · e4 pedone del bianco · a2 pedone del bianco · b2 pedone del bianco · f2 pedone del bianco · g2 pedone del bianco · h2 pedone del bianco · a1 torre del bianco · b1 cavallo del bianco · c1 alfiere del bianco · d1 donna del bianco · e1 re del bianco · f1 alfiere del bianco · h1 torre del bianco | a8 torre del nero · c8 alfiere del nero · d8 donna del nero · e8 re del nero · f8 alfiere del nero · g8 cavallo del nero · h8 torre del nero · a7 pedone del nero · b7 pedone del nero · d7 pedone del nero · e7 pedone del nero · f7 pedone del nero · h7 pedone del nero · c6 cavallo del nero · g6 pedone del nero · c4 pedone del bianco · d4 cavallo del bianco · e4 pedone del bianco · a2 pedone del bianco · b2 pedone del bianco · f2 pedone del bianco · g2 pedone del bianco · h2 pedone del bianco · a1 torre del bianco · b1 cavallo del bianco · c1 alfiere del bianco · d1 donna del bianco · e1 re del bianco · f1 alfiere del bianco · h1 torre del bianco | a8 torre del nero · c8 alfiere del nero · d8 donna del nero · e8 re del nero · f8 alfiere del nero · g8 cavallo del nero · h8 torre del nero · a7 pedone del nero · b7 pedone del nero · d7 pedone del nero · e7 pedone del nero · f7 pedone del nero · h7 pedone del nero · c6 cavallo del nero · g6 pedone del nero · c4 pedone del bianco · d4 cavallo del bianco · e4 pedone del bianco · a2 pedone del bianco · b2 pedone del bianco · f2 pedone del bianco · g2 pedone del bianco · h2 pedone del bianco · a1 torre del bianco · b1 cavallo del bianco · c1 alfiere del bianco · d1 donna del bianco · e1 re del bianco · f1 alfiere del bianco · h1 torre del bianco | a8 torre del nero · c8 alfiere del nero · d8 donna del nero · e8 re del nero · f8 alfiere del nero · g8 cavallo del nero · h8 torre del nero · a7 pedone del nero · b7 pedone del nero · d7 pedone del nero · e7 pedone del nero · f7 pedone del nero · h7 pedone del nero · c6 cavallo del nero · g6 pedone del nero · c4 pedone del bianco · d4 cavallo del bianco · e4 pedone del bianco · a2 pedone del bianco · b2 pedone del bianco · f2 pedone del bianco · g2 pedone del bianco · h2 pedone del bianco · a1 torre del bianco · b1 cavallo del bianco · c1 alfiere del bianco · d1 donna del bianco · e1 re del bianco · f1 alfiere del bianco · h1 torre del bianco | a8 torre del nero · c8 alfiere del nero · d8 donna del nero · e8 re del nero · f8 alfiere del nero · g8 cavallo del nero · h8 torre del nero · a7 pedone del nero · b7 pedone del nero · d7 pedone del nero · e7 pedone del nero · f7 pedone del nero · h7 pedone del nero · c6 cavallo del nero · g6 pedone del nero · c4 pedone del bianco · d4 cavallo del bianco · e4 pedone del bianco · a2 pedone del bianco · b2 pedone del bianco · f2 pedone del bianco · g2 pedone del bianco · h2 pedone del bianco · a1 torre del bianco · b1 cavallo del bianco · c1 alfiere del bianco · d1 donna del bianco · e1 re del bianco · f1 alfiere del bianco · h1 torre del bianco | 7 |
| 6 | a8 torre del nero · c8 alfiere del nero · d8 donna del nero · e8 re del nero · f8 alfiere del nero · g8 cavallo del nero · h8 torre del nero · a7 pedone del nero · b7 pedone del nero · d7 pedone del nero · e7 pedone del nero · f7 pedone del nero · h7 pedone del nero · c6 cavallo del nero · g6 pedone del nero · c4 pedone del bianco · d4 cavallo del bianco · e4 pedone del bianco · a2 pedone del bianco · b2 pedone del bianco · f2 pedone del bianco · g2 pedone del bianco · h2 pedone del bianco · a1 torre del bianco · b1 cavallo del bianco · c1 alfiere del bianco · d1 donna del bianco · e1 re del bianco · f1 alfiere del bianco · h1 torre del bianco | a8 torre del nero · c8 alfiere del nero · d8 donna del nero · e8 re del nero · f8 alfiere del nero · g8 cavallo del nero · h8 torre del nero · a7 pedone del nero · b7 pedone del nero · d7 pedone del nero · e7 pedone del nero · f7 pedone del nero · h7 pedone del nero · c6 cavallo del nero · g6 pedone del nero · c4 pedone del bianco · d4 cavallo del bianco · e4 pedone del bianco · a2 pedone del bianco · b2 pedone del bianco · f2 pedone del bianco · g2 pedone del bianco · h2 pedone del bianco · a1 torre del bianco · b1 cavallo del bianco · c1 alfiere del bianco · d1 donna del bianco · e1 re del bianco · f1 alfiere del bianco · h1 torre del bianco | a8 torre del nero · c8 alfiere del nero · d8 donna del nero · e8 re del nero · f8 alfiere del nero · g8 cavallo del nero · h8 torre del nero · a7 pedone del nero · b7 pedone del nero · d7 pedone del nero · e7 pedone del nero · f7 pedone del nero · h7 pedone del nero · c6 cavallo del nero · g6 pedone del nero · c4 pedone del bianco · d4 cavallo del bianco · e4 pedone del bianco · a2 pedone del bianco · b2 pedone del bianco · f2 pedone del bianco · g2 pedone del bianco · h2 pedone del bianco · a1 torre del bianco · b1 cavallo del bianco · c1 alfiere del bianco · d1 donna del bianco · e1 re del bianco · f1 alfiere del bianco · h1 torre del bianco | a8 torre del nero · c8 alfiere del nero · d8 donna del nero · e8 re del nero · f8 alfiere del nero · g8 cavallo del nero · h8 torre del nero · a7 pedone del nero · b7 pedone del nero · d7 pedone del nero · e7 pedone del nero · f7 pedone del nero · h7 pedone del nero · c6 cavallo del nero · g6 pedone del nero · c4 pedone del bianco · d4 cavallo del bianco · e4 pedone del bianco · a2 pedone del bianco · b2 pedone del bianco · f2 pedone del bianco · g2 pedone del bianco · h2 pedone del bianco · a1 torre del bianco · b1 cavallo del bianco · c1 alfiere del bianco · d1 donna del bianco · e1 re del bianco · f1 alfiere del bianco · h1 torre del bianco | a8 torre del nero · c8 alfiere del nero · d8 donna del nero · e8 re del nero · f8 alfiere del nero · g8 cavallo del nero · h8 torre del nero · a7 pedone del nero · b7 pedone del nero · d7 pedone del nero · e7 pedone del nero · f7 pedone del nero · h7 pedone del nero · c6 cavallo del nero · g6 pedone del nero · c4 pedone del bianco · d4 cavallo del bianco · e4 pedone del bianco · a2 pedone del bianco · b2 pedone del bianco · f2 pedone del bianco · g2 pedone del bianco · h2 pedone del bianco · a1 torre del bianco · b1 cavallo del bianco · c1 alfiere del bianco · d1 donna del bianco · e1 re del bianco · f1 alfiere del bianco · h1 torre del bianco | a8 torre del nero · c8 alfiere del nero · d8 donna del nero · e8 re del nero · f8 alfiere del nero · g8 cavallo del nero · h8 torre del nero · a7 pedone del nero · b7 pedone del nero · d7 pedone del nero · e7 pedone del nero · f7 pedone del nero · h7 pedone del nero · c6 cavallo del nero · g6 pedone del nero · c4 pedone del bianco · d4 cavallo del bianco · e4 pedone del bianco · a2 pedone del bianco · b2 pedone del bianco · f2 pedone del bianco · g2 pedone del bianco · h2 pedone del bianco · a1 torre del bianco · b1 cavallo del bianco · c1 alfiere del bianco · d1 donna del bianco · e1 re del bianco · f1 alfiere del bianco · h1 torre del bianco | a8 torre del nero · c8 alfiere del nero · d8 donna del nero · e8 re del nero · f8 alfiere del nero · g8 cavallo del nero · h8 torre del nero · a7 pedone del nero · b7 pedone del nero · d7 pedone del nero · e7 pedone del nero · f7 pedone del nero · h7 pedone del nero · c6 cavallo del nero · g6 pedone del nero · c4 pedone del bianco · d4 cavallo del bianco · e4 pedone del bianco · a2 pedone del bianco · b2 pedone del bianco · f2 pedone del bianco · g2 pedone del bianco · h2 pedone del bianco · a1 torre del bianco · b1 cavallo del bianco · c1 alfiere del bianco · d1 donna del bianco · e1 re del bianco · f1 alfiere del bianco · h1 torre del bianco | a8 torre del nero · c8 alfiere del nero · d8 donna del nero · e8 re del nero · f8 alfiere del nero · g8 cavallo del nero · h8 torre del nero · a7 pedone del nero · b7 pedone del nero · d7 pedone del nero · e7 pedone del nero · f7 pedone del nero · h7 pedone del nero · c6 cavallo del nero · g6 pedone del nero · c4 pedone del bianco · d4 cavallo del bianco · e4 pedone del bianco · a2 pedone del bianco · b2 pedone del bianco · f2 pedone del bianco · g2 pedone del bianco · h2 pedone del bianco · a1 torre del bianco · b1 cavallo del bianco · c1 alfiere del bianco · d1 donna del bianco · e1 re del bianco · f1 alfiere del bianco · h1 torre del bianco | 6 |
| 5 | a8 torre del nero · c8 alfiere del nero · d8 donna del nero · e8 re del nero · f8 alfiere del nero · g8 cavallo del nero · h8 torre del nero · a7 pedone del nero · b7 pedone del nero · d7 pedone del nero · e7 pedone del nero · f7 pedone del nero · h7 pedone del nero · c6 cavallo del nero · g6 pedone del nero · c4 pedone del bianco · d4 cavallo del bianco · e4 pedone del bianco · a2 pedone del bianco · b2 pedone del bianco · f2 pedone del bianco · g2 pedone del bianco · h2 pedone del bianco · a1 torre del bianco · b1 cavallo del bianco · c1 alfiere del bianco · d1 donna del bianco · e1 re del bianco · f1 alfiere del bianco · h1 torre del bianco | a8 torre del nero · c8 alfiere del nero · d8 donna del nero · e8 re del nero · f8 alfiere del nero · g8 cavallo del nero · h8 torre del nero · a7 pedone del nero · b7 pedone del nero · d7 pedone del nero · e7 pedone del nero · f7 pedone del nero · h7 pedone del nero · c6 cavallo del nero · g6 pedone del nero · c4 pedone del bianco · d4 cavallo del bianco · e4 pedone del bianco · a2 pedone del bianco · b2 pedone del bianco · f2 pedone del bianco · g2 pedone del bianco · h2 pedone del bianco · a1 torre del bianco · b1 cavallo del bianco · c1 alfiere del bianco · d1 donna del bianco · e1 re del bianco · f1 alfiere del bianco · h1 torre del bianco | a8 torre del nero · c8 alfiere del nero · d8 donna del nero · e8 re del nero · f8 alfiere del nero · g8 cavallo del nero · h8 torre del nero · a7 pedone del nero · b7 pedone del nero · d7 pedone del nero · e7 pedone del nero · f7 pedone del nero · h7 pedone del nero · c6 cavallo del nero · g6 pedone del nero · c4 pedone del bianco · d4 cavallo del bianco · e4 pedone del bianco · a2 pedone del bianco · b2 pedone del bianco · f2 pedone del bianco · g2 pedone del bianco · h2 pedone del bianco · a1 torre del bianco · b1 cavallo del bianco · c1 alfiere del bianco · d1 donna del bianco · e1 re del bianco · f1 alfiere del bianco · h1 torre del bianco | a8 torre del nero · c8 alfiere del nero · d8 donna del nero · e8 re del nero · f8 alfiere del nero · g8 cavallo del nero · h8 torre del nero · a7 pedone del nero · b7 pedone del nero · d7 pedone del nero · e7 pedone del nero · f7 pedone del nero · h7 pedone del nero · c6 cavallo del nero · g6 pedone del nero · c4 pedone del bianco · d4 cavallo del bianco · e4 pedone del bianco · a2 pedone del bianco · b2 pedone del bianco · f2 pedone del bianco · g2 pedone del bianco · h2 pedone del bianco · a1 torre del bianco · b1 cavallo del bianco · c1 alfiere del bianco · d1 donna del bianco · e1 re del bianco · f1 alfiere del bianco · h1 torre del bianco | a8 torre del nero · c8 alfiere del nero · d8 donna del nero · e8 re del nero · f8 alfiere del nero · g8 cavallo del nero · h8 torre del nero · a7 pedone del nero · b7 pedone del nero · d7 pedone del nero · e7 pedone del nero · f7 pedone del nero · h7 pedone del nero · c6 cavallo del nero · g6 pedone del nero · c4 pedone del bianco · d4 cavallo del bianco · e4 pedone del bianco · a2 pedone del bianco · b2 pedone del bianco · f2 pedone del bianco · g2 pedone del bianco · h2 pedone del bianco · a1 torre del bianco · b1 cavallo del bianco · c1 alfiere del bianco · d1 donna del bianco · e1 re del bianco · f1 alfiere del bianco · h1 torre del bianco | a8 torre del nero · c8 alfiere del nero · d8 donna del nero · e8 re del nero · f8 alfiere del nero · g8 cavallo del nero · h8 torre del nero · a7 pedone del nero · b7 pedone del nero · d7 pedone del nero · e7 pedone del nero · f7 pedone del nero · h7 pedone del nero · c6 cavallo del nero · g6 pedone del nero · c4 pedone del bianco · d4 cavallo del bianco · e4 pedone del bianco · a2 pedone del bianco · b2 pedone del bianco · f2 pedone del bianco · g2 pedone del bianco · h2 pedone del bianco · a1 torre del bianco · b1 cavallo del bianco · c1 alfiere del bianco · d1 donna del bianco · e1 re del bianco · f1 alfiere del bianco · h1 torre del bianco | a8 torre del nero · c8 alfiere del nero · d8 donna del nero · e8 re del nero · f8 alfiere del nero · g8 cavallo del nero · h8 torre del nero · a7 pedone del nero · b7 pedone del nero · d7 pedone del nero · e7 pedone del nero · f7 pedone del nero · h7 pedone del nero · c6 cavallo del nero · g6 pedone del nero · c4 pedone del bianco · d4 cavallo del bianco · e4 pedone del bianco · a2 pedone del bianco · b2 pedone del bianco · f2 pedone del bianco · g2 pedone del bianco · h2 pedone del bianco · a1 torre del bianco · b1 cavallo del bianco · c1 alfiere del bianco · d1 donna del bianco · e1 re del bianco · f1 alfiere del bianco · h1 torre del bianco | a8 torre del nero · c8 alfiere del nero · d8 donna del nero · e8 re del nero · f8 alfiere del nero · g8 cavallo del nero · h8 torre del nero · a7 pedone del nero · b7 pedone del nero · d7 pedone del nero · e7 pedone del nero · f7 pedone del nero · h7 pedone del nero · c6 cavallo del nero · g6 pedone del nero · c4 pedone del bianco · d4 cavallo del bianco · e4 pedone del bianco · a2 pedone del bianco · b2 pedone del bianco · f2 pedone del bianco · g2 pedone del bianco · h2 pedone del bianco · a1 torre del bianco · b1 cavallo del bianco · c1 alfiere del bianco · d1 donna del bianco · e1 re del bianco · f1 alfiere del bianco · h1 torre del bianco | 5 |
| 4 | a8 torre del nero · c8 alfiere del nero · d8 donna del nero · e8 re del nero · f8 alfiere del nero · g8 cavallo del nero · h8 torre del nero · a7 pedone del nero · b7 pedone del nero · d7 pedone del nero · e7 pedone del nero · f7 pedone del nero · h7 pedone del nero · c6 cavallo del nero · g6 pedone del nero · c4 pedone del bianco · d4 cavallo del bianco · e4 pedone del bianco · a2 pedone del bianco · b2 pedone del bianco · f2 pedone del bianco · g2 pedone del bianco · h2 pedone del bianco · a1 torre del bianco · b1 cavallo del bianco · c1 alfiere del bianco · d1 donna del bianco · e1 re del bianco · f1 alfiere del bianco · h1 torre del bianco | a8 torre del nero · c8 alfiere del nero · d8 donna del nero · e8 re del nero · f8 alfiere del nero · g8 cavallo del nero · h8 torre del nero · a7 pedone del nero · b7 pedone del nero · d7 pedone del nero · e7 pedone del nero · f7 pedone del nero · h7 pedone del nero · c6 cavallo del nero · g6 pedone del nero · c4 pedone del bianco · d4 cavallo del bianco · e4 pedone del bianco · a2 pedone del bianco · b2 pedone del bianco · f2 pedone del bianco · g2 pedone del bianco · h2 pedone del bianco · a1 torre del bianco · b1 cavallo del bianco · c1 alfiere del bianco · d1 donna del bianco · e1 re del bianco · f1 alfiere del bianco · h1 torre del bianco | a8 torre del nero · c8 alfiere del nero · d8 donna del nero · e8 re del nero · f8 alfiere del nero · g8 cavallo del nero · h8 torre del nero · a7 pedone del nero · b7 pedone del nero · d7 pedone del nero · e7 pedone del nero · f7 pedone del nero · h7 pedone del nero · c6 cavallo del nero · g6 pedone del nero · c4 pedone del bianco · d4 cavallo del bianco · e4 pedone del bianco · a2 pedone del bianco · b2 pedone del bianco · f2 pedone del bianco · g2 pedone del bianco · h2 pedone del bianco · a1 torre del bianco · b1 cavallo del bianco · c1 alfiere del bianco · d1 donna del bianco · e1 re del bianco · f1 alfiere del bianco · h1 torre del bianco | a8 torre del nero · c8 alfiere del nero · d8 donna del nero · e8 re del nero · f8 alfiere del nero · g8 cavallo del nero · h8 torre del nero · a7 pedone del nero · b7 pedone del nero · d7 pedone del nero · e7 pedone del nero · f7 pedone del nero · h7 pedone del nero · c6 cavallo del nero · g6 pedone del nero · c4 pedone del bianco · d4 cavallo del bianco · e4 pedone del bianco · a2 pedone del bianco · b2 pedone del bianco · f2 pedone del bianco · g2 pedone del bianco · h2 pedone del bianco · a1 torre del bianco · b1 cavallo del bianco · c1 alfiere del bianco · d1 donna del bianco · e1 re del bianco · f1 alfiere del bianco · h1 torre del bianco | a8 torre del nero · c8 alfiere del nero · d8 donna del nero · e8 re del nero · f8 alfiere del nero · g8 cavallo del nero · h8 torre del nero · a7 pedone del nero · b7 pedone del nero · d7 pedone del nero · e7 pedone del nero · f7 pedone del nero · h7 pedone del nero · c6 cavallo del nero · g6 pedone del nero · c4 pedone del bianco · d4 cavallo del bianco · e4 pedone del bianco · a2 pedone del bianco · b2 pedone del bianco · f2 pedone del bianco · g2 pedone del bianco · h2 pedone del bianco · a1 torre del bianco · b1 cavallo del bianco · c1 alfiere del bianco · d1 donna del bianco · e1 re del bianco · f1 alfiere del bianco · h1 torre del bianco | a8 torre del nero · c8 alfiere del nero · d8 donna del nero · e8 re del nero · f8 alfiere del nero · g8 cavallo del nero · h8 torre del nero · a7 pedone del nero · b7 pedone del nero · d7 pedone del nero · e7 pedone del nero · f7 pedone del nero · h7 pedone del nero · c6 cavallo del nero · g6 pedone del nero · c4 pedone del bianco · d4 cavallo del bianco · e4 pedone del bianco · a2 pedone del bianco · b2 pedone del bianco · f2 pedone del bianco · g2 pedone del bianco · h2 pedone del bianco · a1 torre del bianco · b1 cavallo del bianco · c1 alfiere del bianco · d1 donna del bianco · e1 re del bianco · f1 alfiere del bianco · h1 torre del bianco | a8 torre del nero · c8 alfiere del nero · d8 donna del nero · e8 re del nero · f8 alfiere del nero · g8 cavallo del nero · h8 torre del nero · a7 pedone del nero · b7 pedone del nero · d7 pedone del nero · e7 pedone del nero · f7 pedone del nero · h7 pedone del nero · c6 cavallo del nero · g6 pedone del nero · c4 pedone del bianco · d4 cavallo del bianco · e4 pedone del bianco · a2 pedone del bianco · b2 pedone del bianco · f2 pedone del bianco · g2 pedone del bianco · h2 pedone del bianco · a1 torre del bianco · b1 cavallo del bianco · c1 alfiere del bianco · d1 donna del bianco · e1 re del bianco · f1 alfiere del bianco · h1 torre del bianco | a8 torre del nero · c8 alfiere del nero · d8 donna del nero · e8 re del nero · f8 alfiere del nero · g8 cavallo del nero · h8 torre del nero · a7 pedone del nero · b7 pedone del nero · d7 pedone del nero · e7 pedone del nero · f7 pedone del nero · h7 pedone del nero · c6 cavallo del nero · g6 pedone del nero · c4 pedone del bianco · d4 cavallo del bianco · e4 pedone del bianco · a2 pedone del bianco · b2 pedone del bianco · f2 pedone del bianco · g2 pedone del bianco · h2 pedone del bianco · a1 torre del bianco · b1 cavallo del bianco · c1 alfiere del bianco · d1 donna del bianco · e1 re del bianco · f1 alfiere del bianco · h1 torre del bianco | 4 |
| 3 | a8 torre del nero · c8 alfiere del nero · d8 donna del nero · e8 re del nero · f8 alfiere del nero · g8 cavallo del nero · h8 torre del nero · a7 pedone del nero · b7 pedone del nero · d7 pedone del nero · e7 pedone del nero · f7 pedone del nero · h7 pedone del nero · c6 cavallo del nero · g6 pedone del nero · c4 pedone del bianco · d4 cavallo del bianco · e4 pedone del bianco · a2 pedone del bianco · b2 pedone del bianco · f2 pedone del bianco · g2 pedone del bianco · h2 pedone del bianco · a1 torre del bianco · b1 cavallo del bianco · c1 alfiere del bianco · d1 donna del bianco · e1 re del bianco · f1 alfiere del bianco · h1 torre del bianco | a8 torre del nero · c8 alfiere del nero · d8 donna del nero · e8 re del nero · f8 alfiere del nero · g8 cavallo del nero · h8 torre del nero · a7 pedone del nero · b7 pedone del nero · d7 pedone del nero · e7 pedone del nero · f7 pedone del nero · h7 pedone del nero · c6 cavallo del nero · g6 pedone del nero · c4 pedone del bianco · d4 cavallo del bianco · e4 pedone del bianco · a2 pedone del bianco · b2 pedone del bianco · f2 pedone del bianco · g2 pedone del bianco · h2 pedone del bianco · a1 torre del bianco · b1 cavallo del bianco · c1 alfiere del bianco · d1 donna del bianco · e1 re del bianco · f1 alfiere del bianco · h1 torre del bianco | a8 torre del nero · c8 alfiere del nero · d8 donna del nero · e8 re del nero · f8 alfiere del nero · g8 cavallo del nero · h8 torre del nero · a7 pedone del nero · b7 pedone del nero · d7 pedone del nero · e7 pedone del nero · f7 pedone del nero · h7 pedone del nero · c6 cavallo del nero · g6 pedone del nero · c4 pedone del bianco · d4 cavallo del bianco · e4 pedone del bianco · a2 pedone del bianco · b2 pedone del bianco · f2 pedone del bianco · g2 pedone del bianco · h2 pedone del bianco · a1 torre del bianco · b1 cavallo del bianco · c1 alfiere del bianco · d1 donna del bianco · e1 re del bianco · f1 alfiere del bianco · h1 torre del bianco | a8 torre del nero · c8 alfiere del nero · d8 donna del nero · e8 re del nero · f8 alfiere del nero · g8 cavallo del nero · h8 torre del nero · a7 pedone del nero · b7 pedone del nero · d7 pedone del nero · e7 pedone del nero · f7 pedone del nero · h7 pedone del nero · c6 cavallo del nero · g6 pedone del nero · c4 pedone del bianco · d4 cavallo del bianco · e4 pedone del bianco · a2 pedone del bianco · b2 pedone del bianco · f2 pedone del bianco · g2 pedone del bianco · h2 pedone del bianco · a1 torre del bianco · b1 cavallo del bianco · c1 alfiere del bianco · d1 donna del bianco · e1 re del bianco · f1 alfiere del bianco · h1 torre del bianco | a8 torre del nero · c8 alfiere del nero · d8 donna del nero · e8 re del nero · f8 alfiere del nero · g8 cavallo del nero · h8 torre del nero · a7 pedone del nero · b7 pedone del nero · d7 pedone del nero · e7 pedone del nero · f7 pedone del nero · h7 pedone del nero · c6 cavallo del nero · g6 pedone del nero · c4 pedone del bianco · d4 cavallo del bianco · e4 pedone del bianco · a2 pedone del bianco · b2 pedone del bianco · f2 pedone del bianco · g2 pedone del bianco · h2 pedone del bianco · a1 torre del bianco · b1 cavallo del bianco · c1 alfiere del bianco · d1 donna del bianco · e1 re del bianco · f1 alfiere del bianco · h1 torre del bianco | a8 torre del nero · c8 alfiere del nero · d8 donna del nero · e8 re del nero · f8 alfiere del nero · g8 cavallo del nero · h8 torre del nero · a7 pedone del nero · b7 pedone del nero · d7 pedone del nero · e7 pedone del nero · f7 pedone del nero · h7 pedone del nero · c6 cavallo del nero · g6 pedone del nero · c4 pedone del bianco · d4 cavallo del bianco · e4 pedone del bianco · a2 pedone del bianco · b2 pedone del bianco · f2 pedone del bianco · g2 pedone del bianco · h2 pedone del bianco · a1 torre del bianco · b1 cavallo del bianco · c1 alfiere del bianco · d1 donna del bianco · e1 re del bianco · f1 alfiere del bianco · h1 torre del bianco | a8 torre del nero · c8 alfiere del nero · d8 donna del nero · e8 re del nero · f8 alfiere del nero · g8 cavallo del nero · h8 torre del nero · a7 pedone del nero · b7 pedone del nero · d7 pedone del nero · e7 pedone del nero · f7 pedone del nero · h7 pedone del nero · c6 cavallo del nero · g6 pedone del nero · c4 pedone del bianco · d4 cavallo del bianco · e4 pedone del bianco · a2 pedone del bianco · b2 pedone del bianco · f2 pedone del bianco · g2 pedone del bianco · h2 pedone del bianco · a1 torre del bianco · b1 cavallo del bianco · c1 alfiere del bianco · d1 donna del bianco · e1 re del bianco · f1 alfiere del bianco · h1 torre del bianco | a8 torre del nero · c8 alfiere del nero · d8 donna del nero · e8 re del nero · f8 alfiere del nero · g8 cavallo del nero · h8 torre del nero · a7 pedone del nero · b7 pedone del nero · d7 pedone del nero · e7 pedone del nero · f7 pedone del nero · h7 pedone del nero · c6 cavallo del nero · g6 pedone del nero · c4 pedone del bianco · d4 cavallo del bianco · e4 pedone del bianco · a2 pedone del bianco · b2 pedone del bianco · f2 pedone del bianco · g2 pedone del bianco · h2 pedone del bianco · a1 torre del bianco · b1 cavallo del bianco · c1 alfiere del bianco · d1 donna del bianco · e1 re del bianco · f1 alfiere del bianco · h1 torre del bianco | 3 |
| 2 | a8 torre del nero · c8 alfiere del nero · d8 donna del nero · e8 re del nero · f8 alfiere del nero · g8 cavallo del nero · h8 torre del nero · a7 pedone del nero · b7 pedone del nero · d7 pedone del nero · e7 pedone del nero · f7 pedone del nero · h7 pedone del nero · c6 cavallo del nero · g6 pedone del nero · c4 pedone del bianco · d4 cavallo del bianco · e4 pedone del bianco · a2 pedone del bianco · b2 pedone del bianco · f2 pedone del bianco · g2 pedone del bianco · h2 pedone del bianco · a1 torre del bianco · b1 cavallo del bianco · c1 alfiere del bianco · d1 donna del bianco · e1 re del bianco · f1 alfiere del bianco · h1 torre del bianco | a8 torre del nero · c8 alfiere del nero · d8 donna del nero · e8 re del nero · f8 alfiere del nero · g8 cavallo del nero · h8 torre del nero · a7 pedone del nero · b7 pedone del nero · d7 pedone del nero · e7 pedone del nero · f7 pedone del nero · h7 pedone del nero · c6 cavallo del nero · g6 pedone del nero · c4 pedone del bianco · d4 cavallo del bianco · e4 pedone del bianco · a2 pedone del bianco · b2 pedone del bianco · f2 pedone del bianco · g2 pedone del bianco · h2 pedone del bianco · a1 torre del bianco · b1 cavallo del bianco · c1 alfiere del bianco · d1 donna del bianco · e1 re del bianco · f1 alfiere del bianco · h1 torre del bianco | a8 torre del nero · c8 alfiere del nero · d8 donna del nero · e8 re del nero · f8 alfiere del nero · g8 cavallo del nero · h8 torre del nero · a7 pedone del nero · b7 pedone del nero · d7 pedone del nero · e7 pedone del nero · f7 pedone del nero · h7 pedone del nero · c6 cavallo del nero · g6 pedone del nero · c4 pedone del bianco · d4 cavallo del bianco · e4 pedone del bianco · a2 pedone del bianco · b2 pedone del bianco · f2 pedone del bianco · g2 pedone del bianco · h2 pedone del bianco · a1 torre del bianco · b1 cavallo del bianco · c1 alfiere del bianco · d1 donna del bianco · e1 re del bianco · f1 alfiere del bianco · h1 torre del bianco | a8 torre del nero · c8 alfiere del nero · d8 donna del nero · e8 re del nero · f8 alfiere del nero · g8 cavallo del nero · h8 torre del nero · a7 pedone del nero · b7 pedone del nero · d7 pedone del nero · e7 pedone del nero · f7 pedone del nero · h7 pedone del nero · c6 cavallo del nero · g6 pedone del nero · c4 pedone del bianco · d4 cavallo del bianco · e4 pedone del bianco · a2 pedone del bianco · b2 pedone del bianco · f2 pedone del bianco · g2 pedone del bianco · h2 pedone del bianco · a1 torre del bianco · b1 cavallo del bianco · c1 alfiere del bianco · d1 donna del bianco · e1 re del bianco · f1 alfiere del bianco · h1 torre del bianco | a8 torre del nero · c8 alfiere del nero · d8 donna del nero · e8 re del nero · f8 alfiere del nero · g8 cavallo del nero · h8 torre del nero · a7 pedone del nero · b7 pedone del nero · d7 pedone del nero · e7 pedone del nero · f7 pedone del nero · h7 pedone del nero · c6 cavallo del nero · g6 pedone del nero · c4 pedone del bianco · d4 cavallo del bianco · e4 pedone del bianco · a2 pedone del bianco · b2 pedone del bianco · f2 pedone del bianco · g2 pedone del bianco · h2 pedone del bianco · a1 torre del bianco · b1 cavallo del bianco · c1 alfiere del bianco · d1 donna del bianco · e1 re del bianco · f1 alfiere del bianco · h1 torre del bianco | a8 torre del nero · c8 alfiere del nero · d8 donna del nero · e8 re del nero · f8 alfiere del nero · g8 cavallo del nero · h8 torre del nero · a7 pedone del nero · b7 pedone del nero · d7 pedone del nero · e7 pedone del nero · f7 pedone del nero · h7 pedone del nero · c6 cavallo del nero · g6 pedone del nero · c4 pedone del bianco · d4 cavallo del bianco · e4 pedone del bianco · a2 pedone del bianco · b2 pedone del bianco · f2 pedone del bianco · g2 pedone del bianco · h2 pedone del bianco · a1 torre del bianco · b1 cavallo del bianco · c1 alfiere del bianco · d1 donna del bianco · e1 re del bianco · f1 alfiere del bianco · h1 torre del bianco | a8 torre del nero · c8 alfiere del nero · d8 donna del nero · e8 re del nero · f8 alfiere del nero · g8 cavallo del nero · h8 torre del nero · a7 pedone del nero · b7 pedone del nero · d7 pedone del nero · e7 pedone del nero · f7 pedone del nero · h7 pedone del nero · c6 cavallo del nero · g6 pedone del nero · c4 pedone del bianco · d4 cavallo del bianco · e4 pedone del bianco · a2 pedone del bianco · b2 pedone del bianco · f2 pedone del bianco · g2 pedone del bianco · h2 pedone del bianco · a1 torre del bianco · b1 cavallo del bianco · c1 alfiere del bianco · d1 donna del bianco · e1 re del bianco · f1 alfiere del bianco · h1 torre del bianco | a8 torre del nero · c8 alfiere del nero · d8 donna del nero · e8 re del nero · f8 alfiere del nero · g8 cavallo del nero · h8 torre del nero · a7 pedone del nero · b7 pedone del nero · d7 pedone del nero · e7 pedone del nero · f7 pedone del nero · h7 pedone del nero · c6 cavallo del nero · g6 pedone del nero · c4 pedone del bianco · d4 cavallo del bianco · e4 pedone del bianco · a2 pedone del bianco · b2 pedone del bianco · f2 pedone del bianco · g2 pedone del bianco · h2 pedone del bianco · a1 torre del bianco · b1 cavallo del bianco · c1 alfiere del bianco · d1 donna del bianco · e1 re del bianco · f1 alfiere del bianco · h1 torre del bianco | 2 |
| 1 | a8 torre del nero · c8 alfiere del nero · d8 donna del nero · e8 re del nero · f8 alfiere del nero · g8 cavallo del nero · h8 torre del nero · a7 pedone del nero · b7 pedone del nero · d7 pedone del nero · e7 pedone del nero · f7 pedone del nero · h7 pedone del nero · c6 cavallo del nero · g6 pedone del nero · c4 pedone del bianco · d4 cavallo del bianco · e4 pedone del bianco · a2 pedone del bianco · b2 pedone del bianco · f2 pedone del bianco · g2 pedone del bianco · h2 pedone del bianco · a1 torre del bianco · b1 cavallo del bianco · c1 alfiere del bianco · d1 donna del bianco · e1 re del bianco · f1 alfiere del bianco · h1 torre del bianco | a8 torre del nero · c8 alfiere del nero · d8 donna del nero · e8 re del nero · f8 alfiere del nero · g8 cavallo del nero · h8 torre del nero · a7 pedone del nero · b7 pedone del nero · d7 pedone del nero · e7 pedone del nero · f7 pedone del nero · h7 pedone del nero · c6 cavallo del nero · g6 pedone del nero · c4 pedone del bianco · d4 cavallo del bianco · e4 pedone del bianco · a2 pedone del bianco · b2 pedone del bianco · f2 pedone del bianco · g2 pedone del bianco · h2 pedone del bianco · a1 torre del bianco · b1 cavallo del bianco · c1 alfiere del bianco · d1 donna del bianco · e1 re del bianco · f1 alfiere del bianco · h1 torre del bianco | a8 torre del nero · c8 alfiere del nero · d8 donna del nero · e8 re del nero · f8 alfiere del nero · g8 cavallo del nero · h8 torre del nero · a7 pedone del nero · b7 pedone del nero · d7 pedone del nero · e7 pedone del nero · f7 pedone del nero · h7 pedone del nero · c6 cavallo del nero · g6 pedone del nero · c4 pedone del bianco · d4 cavallo del bianco · e4 pedone del bianco · a2 pedone del bianco · b2 pedone del bianco · f2 pedone del bianco · g2 pedone del bianco · h2 pedone del bianco · a1 torre del bianco · b1 cavallo del bianco · c1 alfiere del bianco · d1 donna del bianco · e1 re del bianco · f1 alfiere del bianco · h1 torre del bianco | a8 torre del nero · c8 alfiere del nero · d8 donna del nero · e8 re del nero · f8 alfiere del nero · g8 cavallo del nero · h8 torre del nero · a7 pedone del nero · b7 pedone del nero · d7 pedone del nero · e7 pedone del nero · f7 pedone del nero · h7 pedone del nero · c6 cavallo del nero · g6 pedone del nero · c4 pedone del bianco · d4 cavallo del bianco · e4 pedone del bianco · a2 pedone del bianco · b2 pedone del bianco · f2 pedone del bianco · g2 pedone del bianco · h2 pedone del bianco · a1 torre del bianco · b1 cavallo del bianco · c1 alfiere del bianco · d1 donna del bianco · e1 re del bianco · f1 alfiere del bianco · h1 torre del bianco | a8 torre del nero · c8 alfiere del nero · d8 donna del nero · e8 re del nero · f8 alfiere del nero · g8 cavallo del nero · h8 torre del nero · a7 pedone del nero · b7 pedone del nero · d7 pedone del nero · e7 pedone del nero · f7 pedone del nero · h7 pedone del nero · c6 cavallo del nero · g6 pedone del nero · c4 pedone del bianco · d4 cavallo del bianco · e4 pedone del bianco · a2 pedone del bianco · b2 pedone del bianco · f2 pedone del bianco · g2 pedone del bianco · h2 pedone del bianco · a1 torre del bianco · b1 cavallo del bianco · c1 alfiere del bianco · d1 donna del bianco · e1 re del bianco · f1 alfiere del bianco · h1 torre del bianco | a8 torre del nero · c8 alfiere del nero · d8 donna del nero · e8 re del nero · f8 alfiere del nero · g8 cavallo del nero · h8 torre del nero · a7 pedone del nero · b7 pedone del nero · d7 pedone del nero · e7 pedone del nero · f7 pedone del nero · h7 pedone del nero · c6 cavallo del nero · g6 pedone del nero · c4 pedone del bianco · d4 cavallo del bianco · e4 pedone del bianco · a2 pedone del bianco · b2 pedone del bianco · f2 pedone del bianco · g2 pedone del bianco · h2 pedone del bianco · a1 torre del bianco · b1 cavallo del bianco · c1 alfiere del bianco · d1 donna del bianco · e1 re del bianco · f1 alfiere del bianco · h1 torre del bianco | a8 torre del nero · c8 alfiere del nero · d8 donna del nero · e8 re del nero · f8 alfiere del nero · g8 cavallo del nero · h8 torre del nero · a7 pedone del nero · b7 pedone del nero · d7 pedone del nero · e7 pedone del nero · f7 pedone del nero · h7 pedone del nero · c6 cavallo del nero · g6 pedone del nero · c4 pedone del bianco · d4 cavallo del bianco · e4 pedone del bianco · a2 pedone del bianco · b2 pedone del bianco · f2 pedone del bianco · g2 pedone del bianco · h2 pedone del bianco · a1 torre del bianco · b1 cavallo del bianco · c1 alfiere del bianco · d1 donna del bianco · e1 re del bianco · f1 alfiere del bianco · h1 torre del bianco | a8 torre del nero · c8 alfiere del nero · d8 donna del nero · e8 re del nero · f8 alfiere del nero · g8 cavallo del nero · h8 torre del nero · a7 pedone del nero · b7 pedone del nero · d7 pedone del nero · e7 pedone del nero · f7 pedone del nero · h7 pedone del nero · c6 cavallo del nero · g6 pedone del nero · c4 pedone del bianco · d4 cavallo del bianco · e4 pedone del bianco · a2 pedone del bianco · b2 pedone del bianco · f2 pedone del bianco · g2 pedone del bianco · h2 pedone del bianco · a1 torre del bianco · b1 cavallo del bianco · c1 alfiere del bianco · d1 donna del bianco · e1 re del bianco · f1 alfiere del bianco · h1 torre del bianco | 1 |
|   | a | b | c | d | e | f | g | h |   |

Amava uno stile di gioco solido e prudente, che lasciava poco spazio alle novità. Pochi dei suoi contemporanei riuscirono a superarlo in quanto ad abilità difensiva.
Nel 1908 smise di partecipare alle gare internazionali di alto livello per dedicarsi al lavoro di insegnante di matematica e di revisore contabile nel campo assicurativo.

## Il ritorno
Ritornò agli scacchi dopo la prima guerra mondiale. Nel fortissimo torneo di Carlsbad del 1923, con 18 partecipanti, fu pari primo con Alechin e Bogoljubov.
Sempre nel 1923, tra il 23 luglio e il 3 agosto partecipò allo storico torneo di Scheveningen, organizzato per il cinquantennale della federazione scacchistica olandese, dove si qualificò terzo a pari merito (vinsero alla pari Spielmann e Johner). Con il bianco vinse una partita in cui Euwe introdusse una nuova variante della difesa siciliana, che prese il nome dalla località ed ebbe in seguito grande fortuna, la variante Scheveningen.
Maróczy fece da secondo a Max Euwe nel campionato del mondo del 1935 contro Alechin (il secondo di Alechin era Salo Landau).
Nel 1927 partecipò alle Olimpiadi di Londra (prima olimpiade ufficiale) in prima scacchiera con la squadra ungherese, portandola alla vittoria finale. Ottenne anche un premio in denaro per il suo quarto posto, con 9/12, nei migliori risultati individuali.
Nel 1950 la FIDE gli attribuì il titolo (istituito ufficialmente in quell'anno) di Grande Maestro.

## I risultati
La valutazione del sistema Chessmetrics pone Maróczy al primo posto al mondo negli anni 1904–1907.
Nelle partite con i più forti della sua epoca Maróczy fu inferiore solo ai campioni del mondo: Wilhelm Steinitz (+1 –2 =2), Emanuel Lasker (+0 –5 =2), José Raúl Capablanca (+0 –3 =5), Aleksandr Alechin (+0 –6 =5) e Max Euwe (–6 +5 =14).
Il risultato complessivo con alcuni forti giocatori: Henry Blackburne (+5 –0 =3), Michail Čigorin (+5 –4 =8), Frank Marshall (+11 –5 =9), Dawid Janowski (+11 –5 =5), Efim Bogoljubov (+7 –4 =4), Frederick Yates (+9 –2 =1).

## Vera Menchik
Trasferitosi dall'Europa continentale in Inghilterra, fu insegnante di scacchi all'Hastings Chess Club. Aiutò a progredire la giovane Vera Menchik, futura campionessa del mondo (conquistò il titolo nel 1927 mantenendolo ininterrottamente fino al 1944, anno della sua morte). Nel torneo internazionale di Ramsgate del 1929 l'allieva giunse pari seconda con Rubinstein (vinse Capablanca), ma superò altri 11 giocatori, tra i quali lo stesso Maróczy.